# Starořečtina
| Západní skupina: Dórština Severozápadní dórština Achájská dórština | Střední skupina: Aiolština Arkado-kyperská řečtina | Východní skupina: Attičtina Iónština |

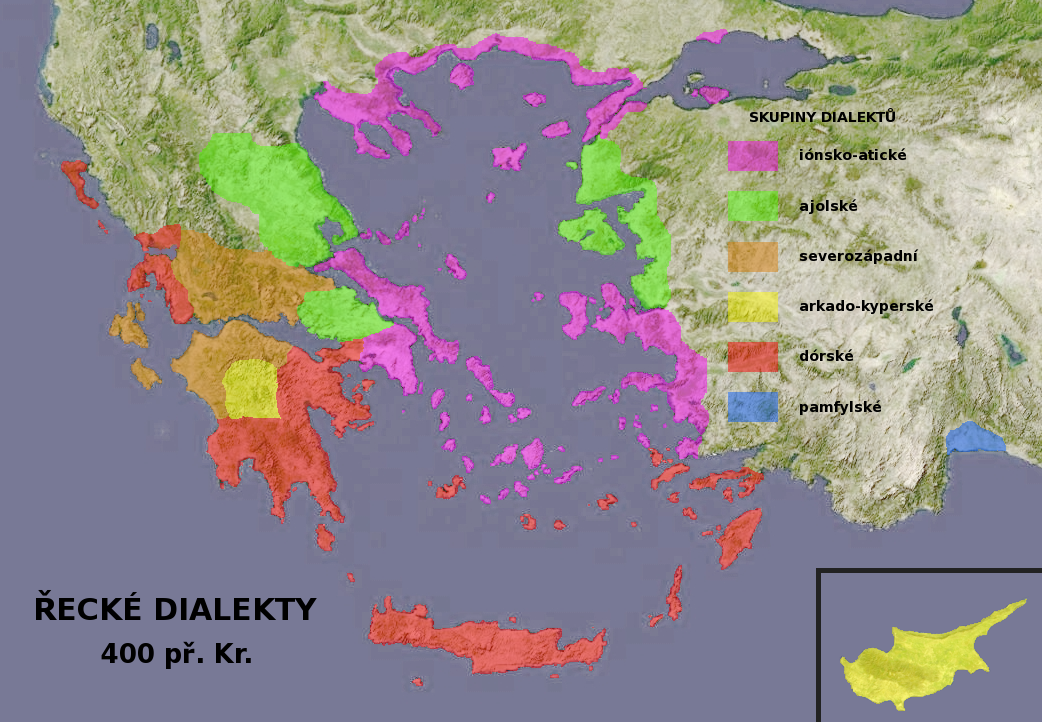
Rozmístění řeckých dialektů kolem 400 př. n. l.

Starořečtina neboli stará či klasická řečtina je mrtvý jazyk z řecké skupiny indoevropských jazyků a vývojový předchůdce moderní řečtiny (považované za samostatný jazyk). Tímto jazykem se hovořilo ve starověkém Řecku, ale značný význam si podržel i ve starověkém Římě. Starořečtina měla řadu dialektů, v klasickém období získala význam attičtina, v době helénské se rozšířilo společné nářečí zvané koiné.
Starořečtina a starořecká literatura jsou předmětem studia klasické filologie, novozákonní řečtina (koiné) také oboru biblistiky. Starořečtina je zdrojem odborných termínů v řadě oborů i běžně používaných slov („policie“, „demokracie“ ad.).

## Historie
Předpokládané počátky vývoje sahají do 3. tisíciletí př. n. l., ale o této formě neexistují žádné doklady. Předpokládá se, že počátkem 2. tisíciletí př. n. l. prošla starořečtina poměrně rozsáhlým vývojem. V tomto stadiu bývá nazývána, podle místa objevení prvních nálezů, mykénštinou, někdy též mykénskou řečtinou. Z Mykén se v této době pravděpodobně dostala na Krétu. Nejstarší písemné nálezy tohoto jazyka pochází zhruba z 15. století př. n. l. Z této doby bylo v Mykénách a na Krétě nalezeno několik nápisů a hliněných tabulek.
Písmo tohoto období lze v zásadě rozlišit na dva typy označované jako „lineární písmo A“ a „lineární písmo B“. Přestože se od 14. století př. n. l. nápisy vyskytovaly relativně běžně, za první literární dílo lze považovat až Homérovu tvorbu. Jeho díla však podle nejnovějších výzkumů nejsou počinem jedné osoby, ale vznikala v rozmezí cca 800 let, přičemž Homérem a jeho žáky byla pouze sepsána.
V posthomérském období se vydělilo aiolské, arkado-kyperské, iónsko-attické a západořecké nářečí. Prakticky jediným literárním jazykem se stalo iónsko-attické nářečí, které se jako jediné vyvíjelo dále a ve 4. století př. n. l. se z něj vyvinula koiné, tj. řečtina období helénismu (kterou je psán také Nový zákon, proto se jí říká také novozákonní nebo biblická řečtina). O starořečtině lze hovořit zhruba do 5. století, kdy tento jazyk přešel do byzantské řečtiny.

## Písmo
Původně se řečtina zapisovala různými písmy souhrnně zvanými egejská písma. Patří k nim možná krétské hieroglyfické písmo, lineární písmo B nebo kyperská písma. V 9.–8. století př. n. l. se začala používat řecká abeceda zvaná alfabeta (podle prvních dvou písmen). Písmo vzniklo adaptací fénického souhláskového písma, podle Hérodota díky fénickému zakladateli Théb Kadmovi. Řekové vyčlenili znaky pro samohlásky, čímž vznikla první abeceda v historii. Alfabeta má těchto 24 znaků:
Α Β Γ Δ Ε Ζ Η Θ Ι Κ Λ Μ Ν Ξ Ο Π Ρ Σ Τ Υ Φ Χ Ψ Ω
U některých znaků se vyvíjela výslovnost, např. Φ fí se původně vyslovovalo [ph] a později [f]. Písmeno Χ chí označovalo souhlásku [kh], později odpovídající českému <ch>, ale v západořeckých oblastech totéž písmeno označovalo [ks], což bylo převzato do latinského písmene X. Ve starověku se nepoužívala malá písmena a (původně) ani diakritická znaménka pro vyznačení přízvuku a přídechu, který značí, zda se na začátku slova vyslovuje souhláska [h], protože tato souhláska se v mnohých dialektech přestala vyslovovat a Η éta se začala používat pro samohlásku.

## Gramatika
Řečtina je jako další indoevropské jazyky flektivním jazykem, tedy mluvnické kategorie vyjadřuje ohýbáním slov pomocí přípon a koncovek.
Jména mají pět pádů (nominativ, genitiv, dativ, akuzativ a vokativ), tři rody (mužský, ženský, střední) a tři čísla (jednotné, dvojné, množné). Skloňování se dělí na tři základní skupiny zvané deklinace.
Slovesa mají tři rody (činný, střední, trpný), tři osoby, opět tři čísla, šest způsobů (indikativ, imperativ, konjunktiv, optativ, infinitiv, příčestí), sedm časů (přítomný, imperfektum, perfektum, aorist, budoucí jednoduchý, a zřídka používané, plusquamperfektum a předbudoucí čas). Dále se rozlišují tři vidy (nedokonavý, dokonavý a statický).

### Stupňování
Komparativ:

1.) –τερος, τερα, τερον (příklad: δικαιος, δικαια, δικαιον (spravedlivý) ⇒ δικατερος, δικατερα, δικατερον) – připojuje se ke kmeni, za kmenovou samohlásku

2.) pro dvojvýchodná adjektiva: -ίων (pro M a F), ιον (pro N); (příklad: κακος, η, ον (zlý, špatný) ⇒ κακιων, κακιον) – připojuje se ke kořeni (καλος, η, ον ⇒ καλλιων, καλλιον; 
Superlativ:

1.) –τατος, τάτη, τατον (příklad: δικαιος, δικαια, δικαιον ⇒ δικαιοτατος, δικαιοτατη, δικαιοτατον) – připojuje se ke kmeni, za kmenovou samohlásku

2.) –ιστος, η, ον (příklad: κακος, η, ον ⇒ κάκιστος, η, ον) – připojuje se ke kořeni (καλος, η, ον ⇒ καλλιστος, η, ον; )
Nepravidelnosti:

dloužení: dlouží se kmenová samohláska – νεος, νεα, νεον (nový) ⇒ νεωτερος, νεωτερα, νεωτερον ⇒ νεωτατος, νεωτατη, νεωτατον (obdobně: σοφος (moudrý), τιμιος (ctěný, vážený), χαλεμός (nebezpečný)

vypouštění kmenové samohlásky: φιλος, φιλη, φιλον ⇒ φιλτερος, φιλτερα, φιλτερον ⇒ φιλτατος, φιλτατη, φιλτατον

## Příklady

### Číslovky
| Starořecky | Transliterace | Česky |
| ἕν         | én            | jeden |
| δῠ́ο        | dýo           | dva   |
| τρία       | tría          | tři   |
| τέσσαρα    | téssara       | čtyři |
| πέντε      | pénte         | pět   |
| ἕξ         | héx           | šest  |
| ἑπτᾰ́       | heptá         | sedm  |
| οκτώ       | októ          | osm   |
| ἐννέᾰ      | ennéa         | devět |
| δέκᾰ       | déka          | deset |

## Vzorový text
Otčenáš (modlitba Páně):
Πάτερ ἡμῶν ὁ ἐν τοῖς οὐρανοῖς
ἁγιασθήτω τὸ ὄνομά σου
ἐλθέτω ἡ βασιλεία σου
γενηθήτω τὸ θέλημά σου
ὡς ἐν οὐρανῷ καὶ ἐπὶ τῆς γῆς
τὸν ἄρτον ἡμῶν τὸν ἐπιούσιον δὸς ἡμῖν σήμερον
καὶ ἄφες ἡμῖν τὰ ὀφειλήματα ἡμῶν
ὡς καὶ ἡμεῖς αφίεμεν τοῖς ὀφειλέταις ἡμῶν
καὶ μὴ εἰσενέγκῃς ἡμᾶς εἰς πειρασμόν
ἀλλὰ ῥῦσαι ἡμᾶς ἀπὸ τοῦ πονηροῦ
ὅτι σοῦ ἐστιν ἡ βασιλεία καὶ ἡ δύναμις καὶ ἡ δόξα εἰς τοὺς αἰῶνας
ἀμήν

## Slovníky

### Nebiblické
- František Lepař: Homérovský slovník řeckočeský (1887 se spojovníkem (řecko-český), další vydání bez spojovníku (řeckočeský))
- František Lepař: Nehomérovský slovník řeckočeský (1892 aj., roku 2008 vyšel jako Slovník řeckočeský : [nehomérovský slovník řeckočeský / složený od Františka Lepaře])
- Václav Prach: Řecko-český slovník (1942, ... 2005)

### Biblické
- Josef Bohumil Souček: Řecko-český slovník k Novému zákonu
- Ladislav Tichý: Slovník novozákonní řečtiny (2001) (obsažen i v Řecko-český Nový zákon : Novum testamentum graece (Nestle-Aland, česky 2011)[2])

### Biblické i nebiblické
- Helena Panczová: Řecko-slovenský slovník – od Homéra přes klasické autory, helenistické období, Nový zákon až po křesťanské spisovatele pozdější antiky a rané Byzance